# はるまち・ダンス
『はるまち・ダンス』は、佐藤両々による日本の4コマ漫画。『まんがくらぶオリジナル』（竹書房）にて、2012年3月号から2014年8月号（最終号）まで連載。同社の『まんがライフオリジナル』にて、2013年5月号から並行連載開始。竹屋女学院（女子高）にて起こる日常を描くコメディ漫画。

## 主な登場人物
同作者の作品からのスピンインキャラクターを除く多くはイチゴの品種を思わせる名前になっている。

### 生徒
栃木 乙女（とちぎ おとめ）
本作の主人公。愛称は「おトメ」、「トメちゃん」。天真爛漫でやや天然。性格のせいで馬鹿に見えるが、学業の成績は非常に良い。入試で首席合格し、入学式ではスピーチも行う。
心配する周囲を他所に、家では兄と格闘ゲームに勤しむ余裕すら見せる。
クラスではその性格もあって話題の中心になることが多い。先輩にもバレンタインの友チョコを貰ったり、卒業式では一緒に写真撮影を頼まれたりするなど、年齢問わず人受けは良い。
前述のように頭は良いが、人に教えるには「通訳」として幸花が必要。
本人は授業以外で勉強せずとも試験で点が取れるため、彼女に付き合って遊んでいると成績が落ちていくことから職員室では「ブービートラップ」の渾名をつけられていた。
長崎 幸花（ながさき さちか）
本作のもう一人の主人公。愛称は「さっちん」。名前は受験票には「幸香」と表記されていたが、それ以降は「幸花」となっている。
乙女の幼馴染で、親友。性格は乙女と比べるとやや引っ込み思案だが、面倒見がよく、周りからは「乙女の保護者」「トメちゃんのママ」「お母さん」などといわれている。
乙女と付き合うと成績が下がる、という風評に反発して、成績が落ちないことを証明しようとした結果、倒れたことがあるらしい。
身長が高いことと、スレンダーな体型を気にしているが、乙女をはじめ友人達には度々ネタにされている。乙女と勇太曰く、「立てばダチョウ座ればペンギン」「ジャイアントモア」。
乙女の兄、勇太に思慕を寄せているが、なかなか思いを伝えられていない。乙女が勇太をアホ呼ばわりした際には、「撤回しなきゃ助けてあげない」と若干の意趣返しもした。
関 佐保姫（せき さおひめ）
乙女のクラスメイト。作者の別作品『天使のお仕事』に登場した関 奈緒の娘で、作中に両親も数回出演している。愛称は「姫」、「姫ちゃん」。
佐保姫という名前からとたびたびネタにしてからかわれている。
母に似て巨乳で、友人からは羨望と若干の嫉妬の視線を集めている。スタイルの良さのせいで制服はオーダーメイド。
千葉 房乃（ちば ふさの）
乙女のクラスメイト。愛称は「千葉ちゃん」。
性格は気弱だが、芯はしっかりしていて、友人には「意外と強いぞこの娘」といわれる。
身長が低いのに胸は佐保姫と並んで大きい。お尻はぺたんこ（本人談）なので、下着はお子様パンツ。洋服は普段からオーダーメイド。
名前が古そうという理由でテルに「おばーちゃんネーム会」のメンバー扱いされる。
佐保姫とはスタイルの他に、親馬鹿の両親がいるという点でも同じ悩みをもっている。
中高一貫校の女子校に通っていたが、父親の「男子校と交流が多い」という言葉から、竹屋女学院を受験しなおしたという逸話がある。
体格は小柄だが、父親に勧められて護身術を兼ねて剣道を嗜んでおり、余談では後に県下でも有数の剣士になったという。
日野 静玖（ひの しずく）
幸花のクラスメイトで学級委員長。愛称は「静」、「しずくさん」。生徒会長の光理は姉。
少しミステリアスな物静かな性格で、育ちの良い印象を与える淑女に見えて、実は外面を取り繕うのが得意。幸花に負けず劣らず乙女が大好きで、バレンタインには友チョコを贈っていた。
海に出かけた際には佐保姫に「紐みたいなのが良い」「ホタテの水着を着せたい」と発言し、佐保姫に「静玖さんのキャラがいまいちつかめない…」と言われた。
四人姉妹の末で、姉達が皆首席入学だったにもかかわらず、自分が首席でなかったことに若干のショックを受けていた。
入学式で首席だった乙女のスピーチ（というよりその奇行）に興味を持ち、「観察してみよう」と幸花を伝に乙女と友人になる。
最初は取り繕った外面で接していたが、乙女や共通の友人である夏姫、幸花らを見ていくうちに自然に接することができるようになった。
成績は学年次席の実力があるが、乙女と同じクラスになりたいため、わざといくつか順位を落としている。2年生に進級した際には彼女だけが別クラスになってしまい、嘆いていた。
長野 夏姫（ながの なつき）
幸花のクラスメイト。愛称は「なっちゃん」。
乙女とは違うクラスだが、幸花の友人として作品の頭から出番が多い。2年に進級した際には、乙女、幸花と同じクラスになる。
海に出かけた時は佐保姫の胸に嫉妬していた。癖毛がコンプレックス。
猫好きで、遠足ではメインの水族館そっちのけで猫に釣られていた。
北野 輝（きたの てる）
乙女のクラスメイト。愛称は「おテル」。おばーちゃんネーム会の提唱者。
幸花以外では、乙女と一番気が合う友人。夏休みに補習を受けていたり、学業の成績はあまりよくない模様。

綾部 やくも（あやべ やくも）

日野 光理（ひの ひかり）